# Virginalisten
De term virginalisten duidt op een groep Engelse componisten uit het eind van de 16e en begin 17e eeuw die muziek voor het virginaal of klavecimbel componeerden.
In de tijd voor de virginalisten werd er geen onderscheid gemaakt in muziek voor orgel, klavecimbel en andere toetsinstrumenten. De virginalisten schreven als eersten nadrukkelijk voor één instrument, namelijk het virginaal, en maakten gebruik van de specifieke mogelijkheden van dit instrument. Kenmerkend in dat opzicht zijn virtuoze snelle passages, voor het eerst ook in de linkerhand, die door de smalle toetsen en lichte aanslag van het virginaal mogelijk werden. 
Kenmerkend voor de virginalisten zijn de variatiereeksen over bekende liederen en dansen. Een typische vorm is ook de variatie op een basso ostinato of ground, een herhaald en steeds gelijkblijvend thema in de bas.
Een belangrijke bron voor het werk van deze componisten is het Fitzwilliam virginal book. Componisten die tot deze muzikale stroming worden gerekend zijn:
- Thomas Tallis
- William Byrd
- John Bull
- Orlando Gibbons
- Thomas Morley
- Peter Philips
- Giles Farnaby
- Thomas Tomkins

Ook de muziek van enkele Nederlandse en Vlaamse componisten, waaronder Peeter Cornet en Jan Pieterszoon Sweelinck staat sterk onder de invloed van de virginalisten. Twee belangrijke vertegenwoordigers van deze school, John Bull en Peter Philips, waren bovendien in Brussel en Antwerpen werkzaam.